# Jaume Salvador i Pedrol

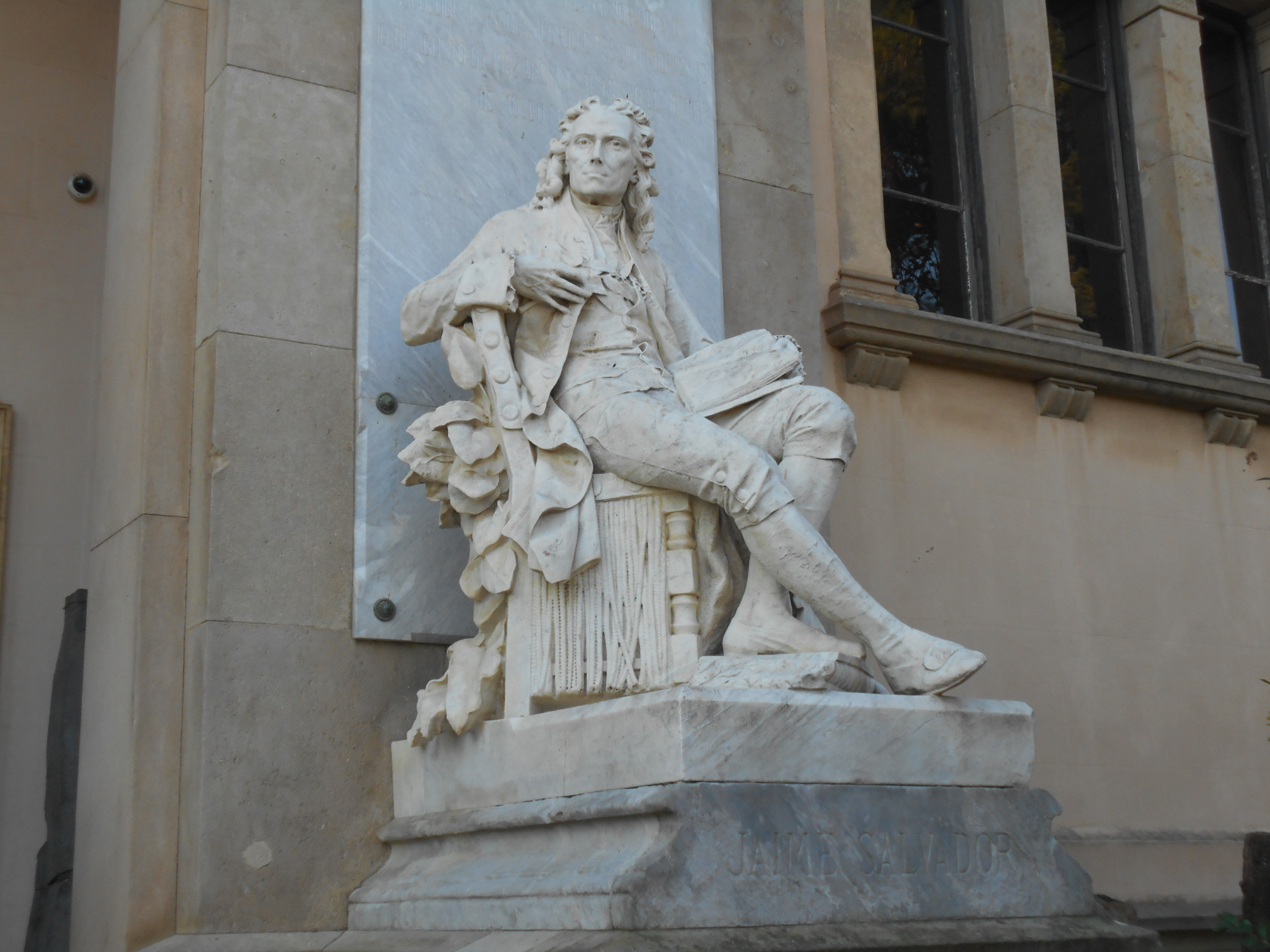
Estatua de Jaume Salvador al Museu Martorell (parc de la Ciutadella), obra de Eduard B. Alentorn (1886)

Jaume Salvador i Pedrol (Barcelona, 1649 - Ídem, 1740), va ser un botànic i apotecari català. Membre de la Família Salvador, era fill de Joan Salvador i Boscà i pare de Joan i Josep Salvador i Riera.
El seu pare tenia una farmàcia al carrer Ample de Barcelona, on es va formar com a farmacèutic. Va completar els seus estudis a Montpeller, especialment en ciències naturals. Va mantenir contacte amb insignes botànics de tot Europa, com Joseph Pitton de Tournefort, Pierre Magnol, Paolo Silvio Boccone o John Ray.
Va ser admès al Col·legi de Barcelona el 1669. Va recopilar plantes pel sud de França, pels Pirineus, el Montseny i Montserrat. En 1698 va entrar a formar part del Consell de Cent de Barcelona. Va ampliar les col·leccions i la biblioteca que li havia llegat el seu pare. Al 1723 va crear, juntament amb el seus fills, un jardí botànic a Sant Joan Despí.
Hi ha una escultura seva a la façana del Museu Martorell de Barcelona, obra de l'escultor Eduard Alentorn.